# Ohagamiut

Ohagamiut est une ville fantôme du sud-ouest de l'Alaska aux États-Unis dans la Région de recensement de Bethel le long de la rivière Kuskokwim. C'était un village habité par les Yupiks situé entre Crow Village et Kalskag qui a été abandonné en 1940, ses résidents étant partis pour Aniak ou Bethel.
Cette localité a aussi été appelée Okhogamute. La première référence à ce nom date des explorateurs venus de Russie qui ont navigué sur la rivière Kuskokwim. La première mission catholique s'y était établie en 1892. L'explorateur Yvan Petrof y avait dénombré 130 habitants en 1884.

## Démographie
| 1880 | 1890 | 1920 |
| ---- | ---- | ---- |
| 130  | 36   | 92   |